# Nikólaos Dragoúmis
Pour les articles homonymes, voir Dragoumis.
Nikólaos Dragoúmis (en grec moderne : Νικόλαος Δραγούμης) est un homme politique et écrivain grec né à Constantinople le 10 avril 1809 et décédé le 9 mars 1879. Il était le fils de Márkos Dragoúmis.

## Biographie
Il fut secrétaire de Ioánnis Kapodístrias. Il fut ensuite Ministre des Affaires étrangères et Ministre de la Marine. Il fut le Ministre des Affaires étrangères du dernier des gouvernements du règne du roi Othon en 1862. Il écrivit pour le journal du parti russe, Αἰών (Le Siècle). Entre 1855 et 1872, il collabora au magazine historique Pandóra (el), qu'il avait créé avec Konstantínos Paparrigópoulos. Il fut le fondateur de nombreuses sociétés caritatives, dont la Société des Amis du Peuple et la Philekpaideutike Etaireia.
Ses Souvenirs historiques (1874) sont encore considérés comme une source très importante pour l'histoire de son temps.
Il avait épousé Eufrosyne Georganta, fille d'un commerçant grec d'Odessa Stéfanos Georgantas. Ils eurent quatre enfants : Márkos Dragoúmis (1840-1909), Stéphanos (1842-1923), Zoe (1843-1894) et Marika (1846-1941). Un de leurs petits-fils est Íon Dragoúmis.